# Kczewski

Herb Kczewski

Herb Kczewski - odmiana

Kczewski (Lewart odmienny) – polski herb szlachecki, używany przez rodzinę wywodzącą się z Kaszub, odmiana herbu Lewart.

## Opis herbu
Herb znany w przynajmniej dwóch wariantach. Opisy zgodnie z klasycznymi regułami blazonowania:
Kczewski I: W polu srebrnym lewart (albo ryś) wspięty czerwony, na murawie zielonej (lub bez murawy). Klejnot: nad hełmem w koronie pół lewarta (rysia) wspiętego. Labry czerwone, podbite srebrem.
Kczewski II: W polu błękitnym lewart wspięty złoty. Klejnot: nad hełmem w koronie pół lewarta wspiętego. Labry błękitne podbite złotem.

## Najwcześniejsze wzmianki
Herb znany polskim i niemieckim herbarzom. Jego wersję podstawową przytacza jako pierwszy Jan Karol Dachnowski (Herby szlacheckie w ziemiach pruskich, ok. 1620), który w opisie podał lamparta lub rysia i nie podał murawy, za to w jednym ze swoich rękopisów murawę na rysunku umieścił. Kolejne polskie herbarze wzmiankujące ten herb (Ostrowskiego, Uruskiego i Bonieckiego) powtarzają w zasadzie informacje z opisu Dachnowskiego. Wariant z polem błękitnym pochodzi od jednego z nowych wydań Siebmachera (Der Adel des Königreichs Preußen, 1906). Herbem z polem błękitnym miał się pieczętować w 1819 roku Antoni Kczewski.

## Herbowni
Kczewski (Exau, Exaw, Exoy, Exschaw, Kzewski, błędnie Kozewski, Krzewski, Lkczewski).
Ze względu na podobieństwo herbów, rodzinę notowano także z herbem Lewart (m.in. u Niesieckiego).

## Rodzina Kczewski
Kaszubska rodzina szlachecka, biorąca swe nazwisko od wsi Kczewo (niem Exau). Jej protoplastą mógł być rycerz pasowany Przybko z Kczewa, występujący często w źródłach pisanych w latach 1380-1400. Był on właścicielem Kczewa i pobliskiego Małkowa oraz Miszewa. Jego synem był Piotr z Kczewa, zaś synem lub wnukiem Jan z Kczewa, ławnik gdański. W roku 1526 członkowie rodziny zapisani zostali jako Lkczewscy, właściciele Lkczewa. Następny zapis, z roku 1570, zawierał zniemczone nazwisko Exau. Taka forma nazwiska spowodowała przypisanie im przez Kojałowicza pochodzenia od angielskich "komesów z Oxyi". Pogląd ten powielił Kasper Niesiecki. Rodzina nie zaliczała się do zamożnych aż do pierwszej ćwierci XVII wieku. Znaczącą pozycję osiągnął dopiero Jan Kczewski. Karierę polityczną umożliwił mu mariaż z Przebendowskimi. Karierę zrobił również jego syn Piotr Ernest Aleksander (ok. 1670-1722). Był po ojcu pisarzem ziemskim lęborskim, posłem na sejm elekcyjny, sekretarzem gabinetu królewskiego i referendarzem koronnym, wojewodą malborskim i marszałkiem Trybunału Koronnego. Od około 1720 posługiwał się tytułem hrabiowskim nadanym rzekomo przez Augusta II. Posiadał około 40 wsi i kilka tenut. Senatorska gałąź Kczewskich wymarła w linii męskiej na jego pięciu synach. Istniała jeszcze gałąź rodziny w Prusach Zachodnich, której przedstawiciele służyli w XVIII wieku w armii pruskiej. W XVIII/XIX wieku wszystkie dobra tej rodziny na Kaszubach i w Prusach Zachodnich wyszły z jej rąk i współcześnie w Polsce nie funkcjonuje takie nazwisko.